# Synagoga w Drui
Synagoga w Drui – żydowska bóżnica ufundowana w XVII wieku przez rodzinę Sapiehów dla żydowskiej społeczności miasta. 
Gmach został wybudowany w II połowie XVII wieku w stylu późnego baroku. Znajdował się po prawej stronie rzeczki Drujki, niedaleko jej ujścia do Dźwiny. 
Synagoga spłonęła w 1942 podczas likwidacji drujskiego getta. Po 1945 rozebrano ją do fundamentów wykorzystując cegły z ocalałych murów na miejscowe potrzeby budowlane. Dziś widać jedynie murowany zarys świątyni w okolicach dawnego dworca kolei wąskotorowej. 